# 팔라-토번 전쟁
팔라-토번 전쟁은 8세기와 9세기에 다르마팔라 및 데바팔라와 그들과 동시대의 토번 통치자들에 의해 발생한 팔라 제국과 토번 간의 전쟁이다. 이 전쟁은 오늘날의 네팔, 벵골, 북인도를 아우르는 지역에서 벌어졌다.

## 배경
토번 기록에는 이 시기 북인도 침공이 언급되어 있다. 두 명의 역대 토번 첸포가 강가사가르까지 이 지역을 정복했다고 전해진다. 그러나 확실한 증거는 없으며 현존하는 벵골 문헌에도 이에 대한 언급이 없다. 하지만 토번인들이 북인도로 건너와 팔라 제국을 불안하게 만들었을 가능성은 있다.
일부 토번 기록에는 다르마팔라 및 데바팔라와 동시대에 존재했던 토번 첸포들이 이들에게 정복당했다는 주장이 있지만, 이러한 주장을 뒷받침할 만한 역사적 증거는 없다.
토번 기록 외에도 데바팔라의 비문에도 팔라 제국과 토번 간의 갈등이 언급되어 있다. 또한 네팔에도 다르마팔라가 네팔을 정복한 비슷한 전승이 있으며, 다르마팔라의 네팔 정복 주장은 데바팔라의 비문에 의해 뒷받침친다.
데바팔라의 몽히르 동판에 따르면, 그의 세력은 빈디야산맥과 캄보자에 이르렀으며 캄보자는 토번과 동일시되었다.

## 다르마팔라와 토번의 갈등
티베트 사료들은 다르마팔라가 토번의 지배에 굴복한 것을 구체적으로 언급하면서, 그들의 통치자들 중 일부가 팔라 제국의 영토를 정복했다고 주장한다. 그러나 이러한 주장들은 역사적으로 타당성이 부족하며, 이를 뒷받침하는 증거가 부족하다.
만약 흐리-스롱-브다-브탄산(트리송데첸)과 그의 아들 무-티그-브탄산포(무틱 첸포)가 인도를 정벌하여 강가사가르에 도달하고 다르마팔라의 항복을 받아냈다는 내용의 토번의 사료가 어떤 역사적 진실을 지니고 있다면, 다르마팔라의 아들 데바팔라는 토번에 맞서 싸워 토번군을 격퇴함으로써 잃어버린 위신을 어느 정도 되찾았을 것이라는 주장이 제기되고 있다.
R.C. Majumdar는 다르마팔라가 토번의 지배하에 있던 네팔의 왕위를 장악했다는 전승을 회상하며, 다르마팔라의 키다라 및 네팔 원정은 티베트인들의 공격성과 연결될 수 있다.
다르마팔라가 얻은 패권은 일련의 군사작전에서의 승전의 결과임이 틀림없다. 기록에 따르면, 그의 군대는 이 원정 기간 동안 케다라와 고카르나 등 여러 성지를 방문했다고 한다.
.다르마팔라의 네팔 정복과 네팔에서의 성공적인 원정 과정에서의 승리는 데바팔라의 뭉게르 비문에서도 확인할 수 있다.

## 데바팔라와 토번의 갈등
몽히르 동판 교부금은 서문에서 데바팔라의 펀자브 지역에서의 승리를 암시하는 것처럼 보인다. 그러나 이것은 오히려 티베트계 제후국에 대한 통치자의 침략에 대한 언급일 수 있다는 점에 주목할 필요가 있다.
데바팔라의 비문은 그의 정복이 히말라야까지 확장되었다고 자랑하고 있다. 데바팔라는 당시 토번 첸포에게 복종했을 가능성이 가장 높은 네팔 군주와 충돌했다.

### 참고 문헌
- History and Culture of the Indian People, Volume 04, The Age Of Imperial Kanauj by R. C. Majumdar (1995)
- History of Ancient Bengal by R. C. Majumdar (1971)
- Ancient India, History and Archaeology By Dilip Kumar Ganguly (1994)
- Prehistoric Ancient And Hindu India by R.d. Banerji 1934
- Research in Arunachal, 1951-1976 By Arunāchal Pradesh (India). Directorate of Research. Silver Jubliee Seminar (1978)